# Golubac (gmina Mionica)
Golubac (cyr. Голубац) – wieś w Serbii, w okręgu kolubarskim, w gminie Mionica. W 2011 roku liczyła 124 mieszkańców.